# 123 (みんなのうた)
「123」（ワン ツー スリー）は、NHKの音楽番組『みんなのうた』で、2004年12月 - 2005年1月に放送された楽曲。作詞：KATSU、笹本安詞、作曲・編曲：笹本安詞、歌：bless4。